# Bartschia
Genre
Bartschia est un genre de mollusques marins de la famille des Colubrariidae (groupe des buccins). 

## Liste des espèces
Selon World Register of Marine Species (16 mars 2016) :
- Bartschia agassizi (Clench & Aguayo, 1941)
- Bartschia frumari Garcia, 2008
- Bartschia guppyi (Olsson & Bayer, 1972)
- Bartschia peartae Harasewych, 2014
- Bartschia significans Rehder, 1943